# Blaj
Blaj (ungerska: Balázsfalva) är en stad (municipiu) i länet Alba i det historiska landskapet Transsylvanien i centrala Rumänien. Befolkningen uppgick till 20 760 invånare i början av 2009.